# Jorgos Katiforis
Jorgos Katiforis (řecky Γιώργος Κατηφόρης; 24. prosince 1935 Athény – 12. dubna 2022) byl řecký právník, ekonom, novinář a politik, v letech 1994–2004 poslanec Evropského parlamentu za Panhelénské socialistické hnutí.

## Život
Vystudoval právnickou fakultu v Athénách, poté v roce 1966 dokončil studium ekonomie na London School of Economics. Několik let působil jako právník a novinář, od poloviny 60. let se věnoval akademické dráze a byl profesně spjat především s University College London. Přednášel rovněž na brazilské Univerzitě v Pernambuco. Ve své vědecké práci se zpočátku zaměřoval na marxistickou teorii ekonomie, později převážně na otázky evropské integrace.
V letech 1961 a 1963 neúspěšně kandidoval ve volbách do řeckého parlamentu. Úzce spolupracoval s Andreasem Papandreem, jemuž působil jako hospodářský poradce v období jeho premiérského mandátu mezi lety 1987–1989 a 1993–1994.
V letech 1994 a 1999 byl zvolen poslancem Evropského parlamentu za Panhelénské socialistické hnutí (PASOK). V parlamentu patřil k frakci Strany evropských socialistů, v letech 1994–1999 zastával funkci místopředsedy Výboru pro hospodářské a měnové záležitosti a průmyslovou politiku. Byl rovněž členem Evropského konventu, a to i jako člen jeho předsednictva. V Evropském parlamentu působil až do roku 2004.